# Fabrice Tiozzo
Pour les articles homonymes, voir Tiozzo.
Fabrice Tiozzo est un boxeur français né le 8 mai 1969 à Saint-Denis.

## Biographie
Il est le frère de Christophe Tiozzo, mais lui est supérieur en poids (79 kg), combattant ainsi dans la catégorie des mi-lourds (l'aîné de la famille, Franck Tiozzo, fut également boxeur professionnel en poids lourds de 1983 à 1989 puis tourna dans quelques films). À 17 ans, il quitte Saint-Denis pour Lyon et rencontre son entraîneur, Jean-Marc Perono. Le 21 mai 2010, lors du Forum L'Équipe-SFR diffusé sur L'Équipe TV, il annonce son retour sur les rings prévu fin de cette même année. Il renonce cependant à ce retour et raccroche définitivement les gants le 6 janvier 2011, par précaution, en raison d'un problème à un œil.

## Palmarès
- Professionnel de 1988 à 2006
- 50 combats professionnels, dont 48 victoires (32 avant la limite), pour 2 défaites (en championnats du monde)
- 11 championnats du monde disputés au 01/12/2005, dans 2 catégories différentes – 9 victoires acquises (dont 5 avant la limite)
- Champion du monde des mi-lourds WBC du 16 juin 1995  face au jamaïcain Mike McCallum à Lyon[1] à mars 1997 (2 combats victorieux)
- Champion du monde des mi-lourds WBA régulier[2] du 20 mars 2004 face à l’italien Silvio Branco à Lyon à décembre 2005
- Champion du monde des lourds-légers WBA du 8 novembre 1997 face à l’américain Nate Miller à Las Vegas au 9 décembre 2000 face à l’américain Virgil Hill à Villeurbanne (KO)
- Champion d'Europe des mi-lourds de mars 1994 à 1995 (4 combats victorieux)
- Champion de France des mi-lourds de 1991 à 1994
- 47 combats amateurs, dont 41 victoires et 6 défaites
  - Vice-champion du monde militaire des moyens en 1987
  - Vice-champion du monde junior des moyens en 1987
  - Champion de France des moyens en 1988